# Allium cithaeronis
Allium cithaeronis — вид трав'янистих рослин родини амарилісові (Amaryllidaceae), ендемік Греції. Видовий епітет епітет посилається на "цитаерон", стару назву гори Кітайрон у Беотії (Греція).

## Опис
Цибулина яйцювата, 10–15 мм; зовнішні оболонки шкірясті, темно-коричневі, внутрішні — мембраноподібні, білуваті. Стебло заввишки 6–11 см, циліндричне, голе, прямостійне, вкрите листовими піхвами на 1/2–2/3 його довжини. Листків 4, напівциліндричні, голі, зелені, гладкі, довжиною 4–6 см, шириною 2–2.5 мм. Суцвіття компактне, 1–2 см в діаметрі, 6–15-квіткове. Оцвітина дзвінчаста, з рівними листочками, біло-рожевувата з відтінком пурпурового, з зелено-пурпуровими головними жилками, еліптична, шпиляста на верхівці, довжиною 4–5 мм та шириною 1.8–2 мм. Пиляки блідо-жовті, еліптичні, 1 × 0.8 мм, округлі на верхівці. Зав'язь зелено-жовтувата, завдовжки 2.5–3 мм, шириною 1.4–1.5 мм. Коробочка зелена, триклапанна, субкуляста, діаметром 3–3.5 мм, на вершині 6 невеликих яйцеподібних придатків. 2n=16.
Пік цвітіння припадає на червень.

## Поширення
Ендемік Греції.
Вид локалізований на вершині гори Кітайрон (≈ 1400 м), ізольованої поруч з Ерітресом (центральна Греція); він є членом карликової чагарникової рослинності.